# Antonio Cioci
Antonio Cioci (Florence ?, 1732- Florence, 1792 est  un peintre italien de paysages, graveur et décorateur, actif au XVIIIe siècle.

## Biographie
Les informations sur sa formation artistique et sur son lieu de naissance sont encore incertaines.
Lors d'un voyage à Rome, il assimila les nouvelles tendances de la peinture de paysage, et étudia en détail les compositions de Panini, de Lacroix, de Clérisseau et surtout de Vernet.
De 1771 à sa mort, il a la charge de dessinateur et de marqueteur à l'Atelier des pierres dures de Florence.

## Œuvre
Sa première œuvre connue est de 1750, il s'agit de la gravure de La Vue de Vallombreuse, signée et datée. Il aurait travaillé ensuite dans cette abbaye réalisant à la détrempe des vues fluviales et maritimes.

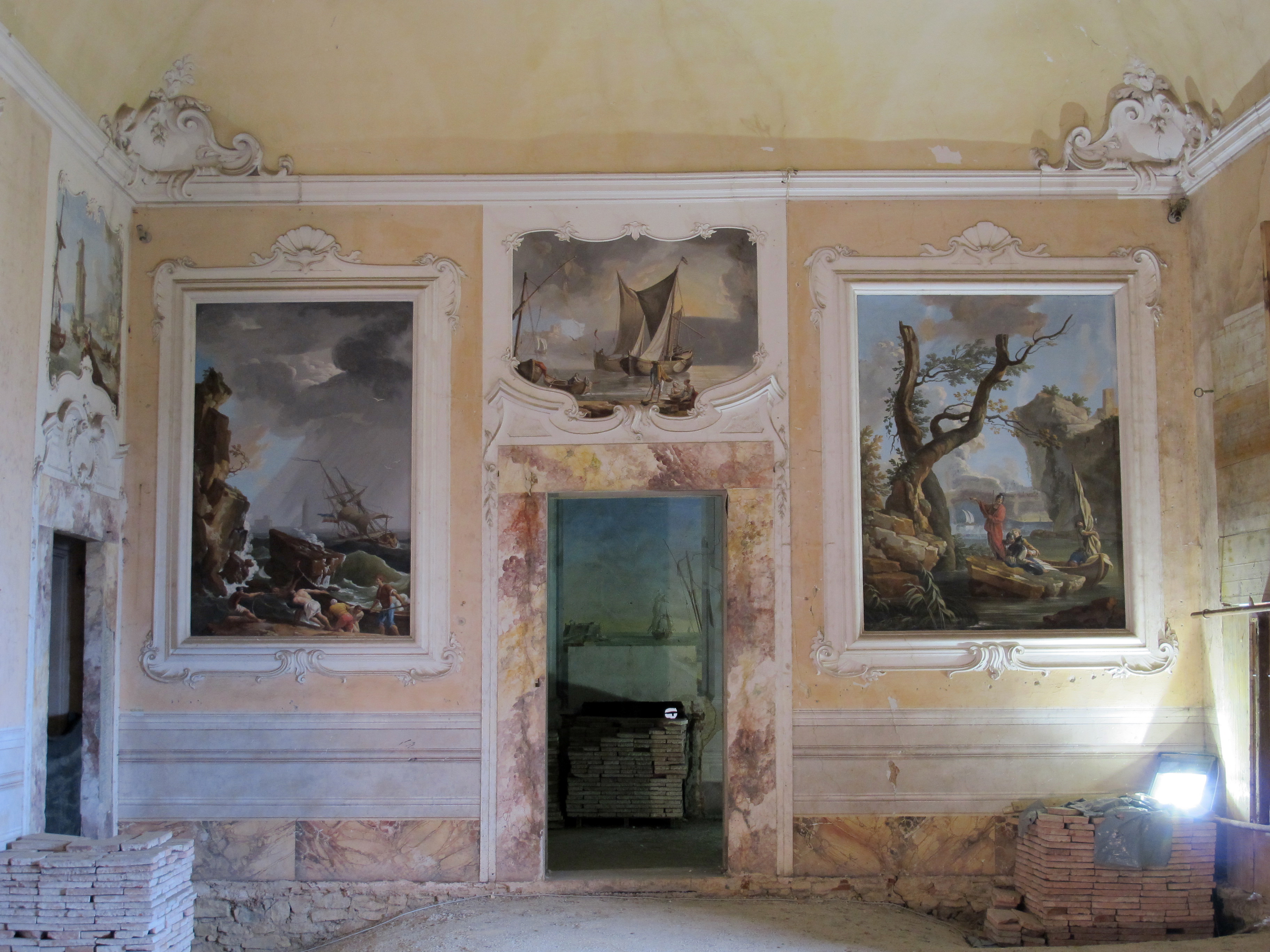
Villa del Barone
Salle des Marines
Montemurlo

A son retour de Rome, le renouvellement de son répertoire lui vaut en Toscane, de décorer plusieurs villas de la région. En 1766 il exécute les fresques de la villa Tempi, dite "del Barone", à Montemurlo. La Salle des Marines est ainsi entièrement décorée avec des vues sur les ports, les débarcadères avec des bateaux, des paysages avec des vues sur la cascade, de style néoclassique, peinte à la tempera et encadrée de stucs légers blancs de Carlo Socci. Il a également peint des paysages en monochrome dans un salon, au deuxième étage.
Il peint quelques paysages dans les villas de La Tana et de Poggio Imperiale (1770-1771). Il se spécialise aussi dans des épisodes raffinés de la vie citadine et dans des natures mortes en trompe l'oeil.
On peut voir son travail de marquetterie et de dessin à Florence,

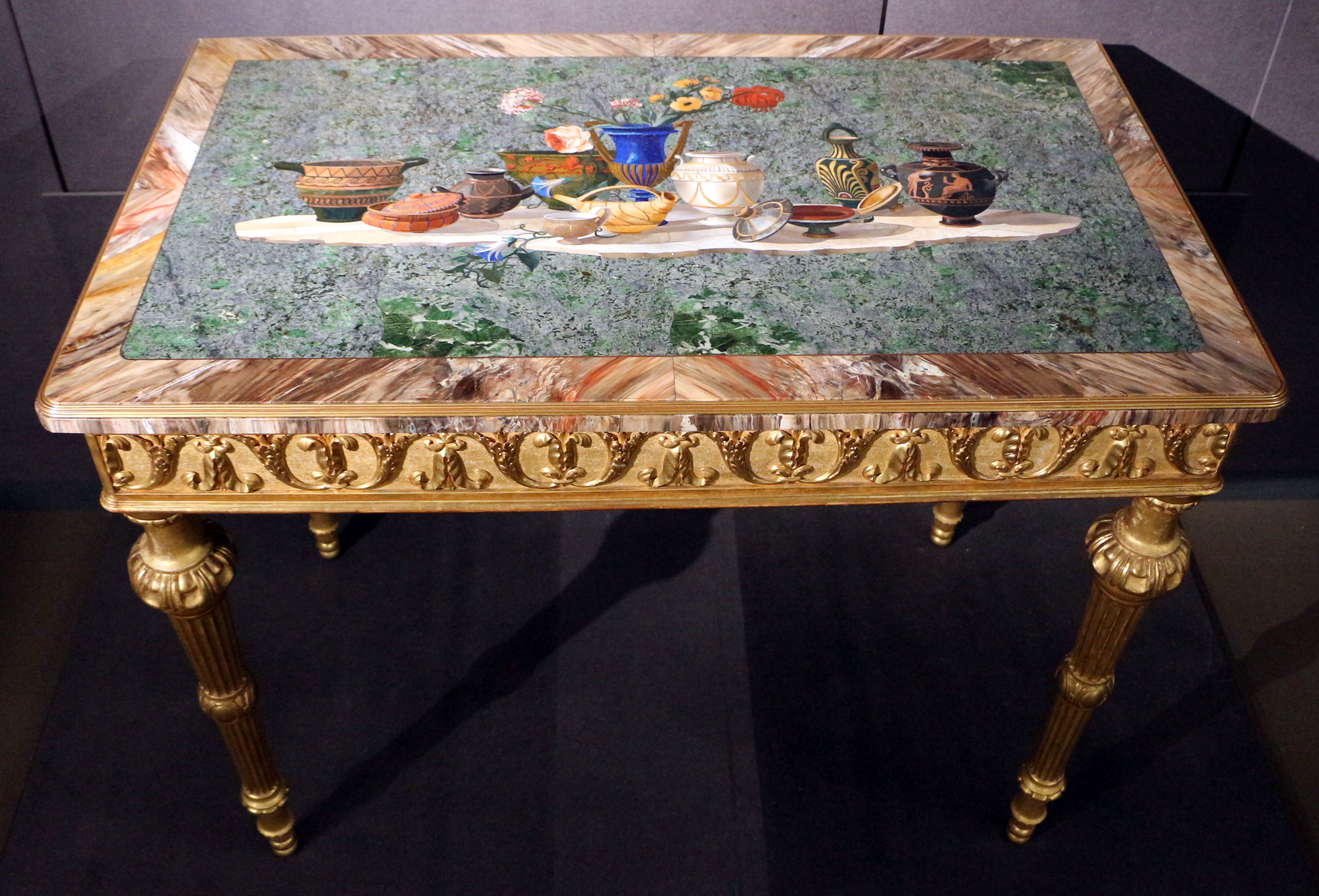
Dessus de table
Palais Pitti, Florence

- dans le Musée de la Manufacture de pierres dures de Florence :  table du XVIIIe siècle, avec une structure en bois sculpté et doré et le dessus en porphyre rouge avec des Opus sectile représentant une nature morte avec des vases antiques ; deux autres tables avec des incrustations représentant des coquillages
- au Palazzo Pitti : table, avec un comptoir en pierre semi-précieuse, dans laquelle sont représentés des vases étrusques et chinois

Des vues fantastiques, peintes à fresque, dans le hall de la villa La Tana à Candeli (Florence), ont été commandées par le baron Léon Francesco Pasquale Ricasoli, en 1772.
Vers 1780, dans la Villa di Poggio Imperiale, il a décoré les portes basculantes de l'aile néoclassique.
Aux Offices, il y a une série de quatre toiles, avec des scènes festives et des compétitions sportives sur les places florentines, représentées avec beaucoup de détails. Ces toiles, peintes entre 1789 et 1791, sont parmi ses dernières œuvres : 
- Course de chevaux sur l'ancienne place de santa Maria Novella, huile sur toile, 57 × 116 cm, Musée du Vieux Florence[2]
- Course de chars sur l'ancienne place de Santa Maria Novella
- Fête sur la Piazza della Signoria
- Course de chevaux à Florence avec vue sur l'ancienne via del Prato[3]. Dans cette dernière toile, datée de 1791, le Grand-Duc Ferdinando III de Lorraine et son épouse Maria Luisa di Borbone assistent à la course.

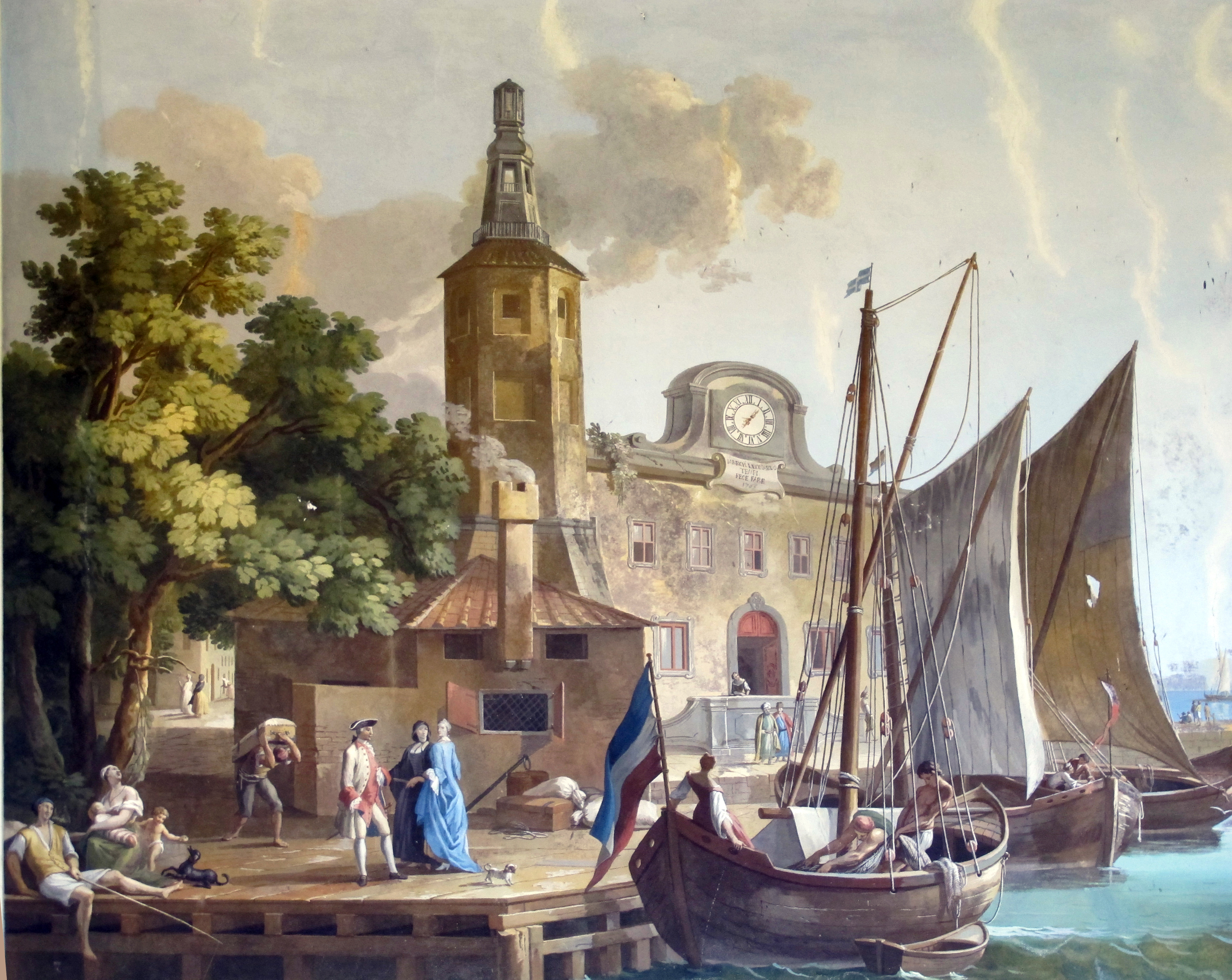
Marine (1765-66) Villa Tempi, dite "del Barone" Montemurlo
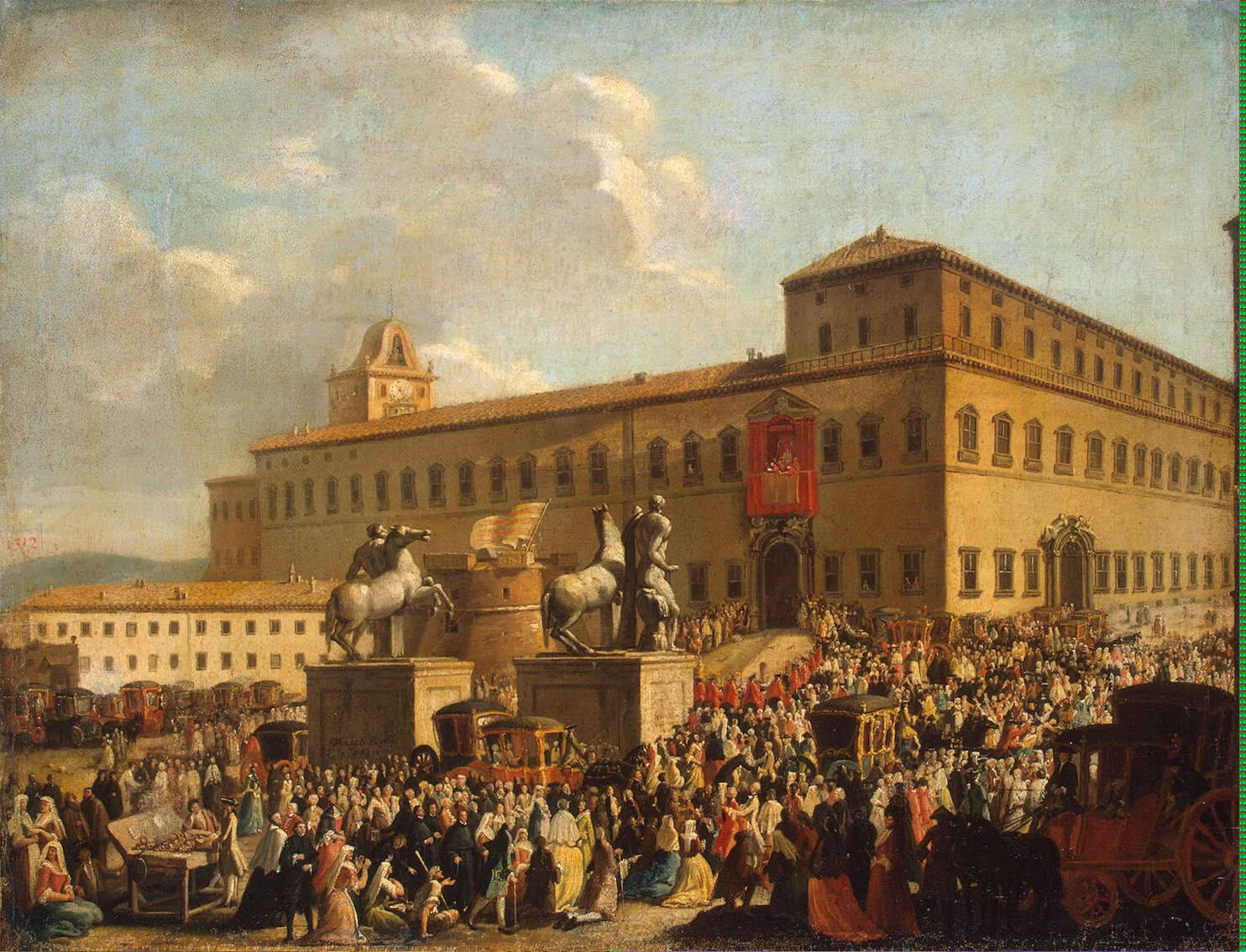
Fête devant le palais du Quirinal (1767)
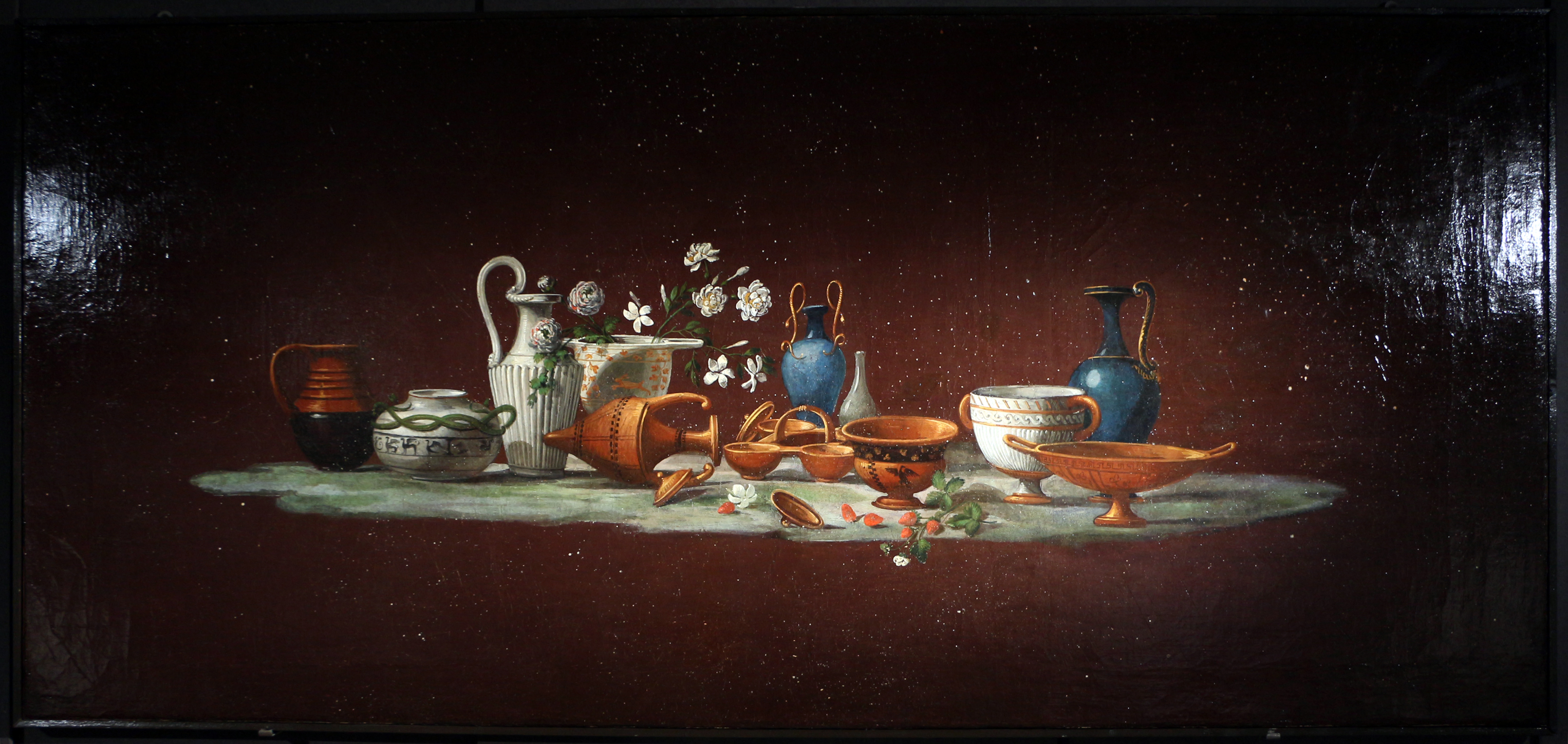
Nature morte avec vase antique et fleurs (1780) Atelier des pierres dures Florence